# Ovčare
Ovčare su naselje u Republici Hrvatskoj u Požeško-slavonskoj županiji, u sastavu grada Kutjeva.

## Zemljopis
Ovčare su smještene 15 km istočno od Požege na cesti Vetovo - Jakšić

## Stanovništvo
Prema popisu stanovništva iz 2011. godine Ovčare su imale 123 stanovnika.
| broj stanovnika |       |       |       | 114   | 155   | 302   | 31    | 156   | 103   | 245   | 239   | 196   | 158   | 169   | 143   | 123   | 109   |
|                 | 1857. | 1869. | 1880. | 1890. | 1900. | 1910. | 1921. | 1931. | 1948. | 1953. | 1961. | 1971. | 1981. | 1991. | 2001. | 2011. | 2021. |